# Dendrobium delicatum
Dendrobium delicatum är en orkidéart som först beskrevs av Frederick Manson Bailey, och fick sitt nu gällande namn av Frederick Manson Bailey. Dendrobium delicatum ingår i släktet Dendrobium, och familjen orkidéer. Inga underarter finns listade i Catalogue of Life.